# Калана (Паюзі)
Ка́лана (ест. Kalana küla) — село в Естонії, адміністративний центр волості Паюзі в повіті Йиґевамаа.

## Населення
Чисельність населення на 31 грудня 2011 року становила 97 осіб.

## Географія
На південь від села тече річка Умбузі (Umbusi jõge).
Через село проходить автошлях 162 (Айду — Калана — Пилтсамаа).

## Історія
Поселення вперше згадується 1514 року під назвою Каллелінде (Kallelinde). У документах 1583 року назва змінилася на Калаліна (Kalalina), а пізніше — на Калалінна (Kalalinna, дослівно «Рибне містечко»)